# Џери Колинс
Џери Колинс (енгл. Jerry Collins; Апија, 4. новембар 1980 — Безје, 5. јун 2015) био је новозеландски рагбиста. Трагично је настрадао са својом женом у тешкој саобраћајној несрећи у Француској 2015.

## Биографија
Висок 191 цм, тежак 108 кг, Колинс је играо крилног у трећој линији скрама, мада су га тренрери повремено форсирали и на позицији број 8 - чеп (енгл. Number 8). У каријери је играо за Рагби клуб Тулон, Оспрејс, Јамаха Јубило, Нарбон и Хурикејнси. За репрезентацију Новог Зеланда је одиграо 48 тест мечева и постигао 5 есеја.